# Alobiella
Alobiella, rod jetrenjarki iz porodice Cephaloziaceae, dio reda Jungermanniales. Postoji desetak vrsta rasprostranjenih po Južnoj Americi, Karibima, jugu Afrike i Japanu.
Rod je opisan 1893.

## Vrste
1. Alobiella acroscypha (Spruce) Steph.[2]
2. Alobiella armata Steph.[2]
3. Alobiella bifida Steph.
4. Alobiella biloba Herzog
5. Alobiella borbonica (Steph.) Steph.[2]
6. Alobiella campanensis Steph.[2]
7. Alobiella chevalieri Steph.
8. Alobiella cynosurandra Steph.[2]
9. Alobiella dominicensis Spruce
10. Alobiella dusenii Steph.
11. Alobiella heteromorpha (Lehm.) Steph.[2]
12. Alobiella husnotii (Spruce) Schiffn.[2]
13. Alobiella latiflora Steph.[2]
14. Alobiella lingulata Herzog[2]
15. Alobiella macella (Spruce) Steph.
16. Alobiella parvifolia Steph.
17. Alobiella pillansii (Sim) S.W. Arnell
18. Alobiella pulvinata Steph.
19. Alobiella rufa Steph.[2]
20. Alobiella stephanii Bonner[2]